# Weißschopfguan

Verbreitungsgebiet des Weißschopfguan

Der Weißschopfguan (Penelope pileata) ist eine Vogelart aus der Familie der Hokkohühner (Cracidae).
Der Vogel kommt im Amazonasbecken vom unteren Rio Madeira bis zum Rio Tapajós in Brasilien vor.
Der Lebensraum umfasst dichten feuchten Wald der Terra Firme, aber örtlich auch in saisonal überfluteten Gebieten, im Cerrado-Biom bis etwa 800 m Höhe.
Der Artzusatz kommt von lateinisch pileus ‚Filzkappe‘.

## Merkmale
Die Art ist 75–83 cm groß und wiegt 1100–1600 g. Sie ist die farbenprächtigste Vertreterin der Gattung mit sehr dunkelgrüner, glänzender Oberseite und deutlich abgesetzter dunkel kastanienbrauner Unterseite. Die Namensgebung betont die ziemlich langen weißen Kammfedern. Hinzu kommt ein heller Überaugenstreif und hellere Färbung des Scheitels um den Kamm herum. Hinterer Nacken und vorderer Rücken sind rotbraun.
Die Iris ist dunkelrot beim Männchen, beim Weibchen etwas heller, der Schnabel ist schwarz, die Beine korallenrot. Jungvögel sind matter gefärbt und haben eine noch hellere Iris.
Die Art unterscheidet sich deutlich in der Färbung vom Rotbrustguan (P. ochrogaster), ist auch schwärzer im Gesicht, besonders an den Ohrdecken.

## Geografische Variation
Die Art ist monotypisch.

## Stimme
Die Lautäußerungen bestehen aus lauten Schreien, bevorzugt am frühe Morgen, mitunter auch länger anhaltend wie „sharkoo“, Hupgeräusch erinnern an die des Haubenguans (P. purpurascens), beim Fliegen knirschender klingend.

## Lebensweise
Die Art ist vermutlich ein Standvogel.
Die Nahrung besteht wohl aus Früchten, Blättern und Getreide, auch Wirbellose sind nicht ausgeschlossen.
Das Gelege besteht aus 3–4 Eiern.

## Gefährdungssituation
Der Bestand gilt als gefährdet (Vulnerable) durch Habitatverlust.